# Las Mantecas (Tranvía de Tenerife)
Las Mantecas es una de las paradas de la línea 1 del Tranvía de Tenerife. Se encuentra en la calle Radioaficionado, cerca del barrio de Las Mantecas, del cual toma su nombre, y del Barrio Nuevo de Ofra (La Laguna). Se inauguró el 2 de julio de 2007, junto con todas las de la línea 1.
La implantación del tranvía supuso la prolongación en 800 m de la calle Radioaficionado hasta la rotonda César Manrique, contando con dos carriles por sentido para vehículos.

## Accesos
- Calle Radioaficionado, pares
- Calle Radioaficionado, impares
- Avenida El Paso

## Líneas y conexiones

### Tranvía
| Línea | Origen         | Destino     |
| ----- | -------------- | ----------- |
|       | Intercambiador | La Trinidad |

## Lugares próximos de interés
- Barrio Las Chumberas
- Barrio de Las Mantecas
- Polígono industrial Camino Las Mantecas
- Barrio Nuevo de Ofra
- Residencia Universitaria Parque de Las Islas
- Polígono industrial La Cuesta-Taco
- Centro Comercial del Mueble
- Hospital Universitario de Canarias
- Montaña de Ofra
- Campo de fútbol de Ofra

- Datos: Q5970546
- Multimedia: Las Mantecas (Tranvía de Tenerife) / Q5970546